# Grand Prix Formule 1 van Europa 1996
De Grand Prix Formule 1 van Europa 1996 werd gehouden op 28 april 1996 op de Nürburgring.

## Uitslag
| Positie | Nummer | Rijder                | Team               | Ronden | Tijd/Opgave         | Startplaats | Punten |
| ------- | ------ | --------------------- | ------------------ | ------ | ------------------- | ----------- | ------ |
| 1       | 6      | Jacques Villeneuve    | Williams-Renault   | 67     | 1:33:26.473         | 2           | 10     |
| 2       | 1      | Michael Schumacher    | Ferrari            | 67     | +0.762              | 3           | 6      |
| 3       | 8      | David Coulthard       | McLaren-Mercedes   | 67     | +32.834             | 6           | 4      |
| 4       | 5      | Damon Hill            | Williams-Renault   | 67     | +33.511             | 1           | 3      |
| 5       | 11     | Rubens Barrichello    | Jordan-Peugeot     | 67     | +33.713             | 5           | 2      |
| 6       | 12     | Martin Brundle        | Jordan-Peugeot     | 67     | +55.567             | 11          | 1      |
| 7       | 14     | Johnny Herbert        | Sauber-Ford        | 67     | +1:18.027           | 12          |        |
| 8       | 7      | Mika Häkkinen         | McLaren-Mercedes   | 67     | +1:18.438           | 9           |        |
| 9       | 4      | Gerhard Berger        | Benetton-Renault   | 67     | +1:21.061           | 8           |        |
| 10      | 10     | Pedro Diniz           | Ligier-Mugen-Honda | 66     | +1 Ronde            | 17          |        |
| 11      | 16     | Ricardo Rosset        | Arrows-Hart        | 65     | +2 Rondes           | 20          |        |
| 12      | 20     | Pedro Lamy            | Minardi-Ford       | 65     | +2 Rondes           | 19          |        |
| 13      | 21     | Giancarlo Fisichella  | Minardi-Ford       | 65     | +2 Rondes           | 18          |        |
| DQ      | 19     | Mika Salo             | Tyrrell-Yamaha     | 66     | Gediskwalificeerd   | 14          |        |
| DQ      | 18     | Ukyo Katayama         | Tyrrell-Yamaha     | 65     | Gediskwalificeerd   | 16          |        |
| NF      | 15     | Heinz-Harald Frentzen | Sauber-Ford        | 59     | Remmen              | 10          |        |
| NF      | 17     | Jos Verstappen        | Arrows-Hart        | 38     | Motor               | 13          |        |
| NF      | 9      | Olivier Panis         | Ligier-Mugen-Honda | 6      | Botsing             | 15          |        |
| NF      | 2      | Eddie Irvine          | Ferrari            | 6      | Elektrisch probleem | 7           |        |
| NF      | 3      | Jean Alesi            | Benetton-Renault   | 1      | Botsing             | 4           |        |
| NQ      | 23     | Andrea Montermini     | Forti-Ford         |        | 107% Regel          | 21          |        |
| NQ      | 22     | Luca Badoer           | Forti-Ford         |        | 107% Regel          | 22          |        |

## Wetenswaardigheden
- Mika Salo en Ukyo Katayama werden gediskwalificeerd. Salo omdat zijn wagen te licht was, Katayama werd geduwd bij het vertrek van de opwarmronde.

## Statistieken
| Pole-position | Damon Hill | Williams-Renault | 1:18.941 |
| Snelste ronde | Damon Hill | Williams-Renault | 1:21.363 |

## Noot
- Dit was de eerste Grand Prix-winst voor Jacques Villeneuve.
- Tiende podiumplaats voor David Coulthard.

Als eretitel: 1923 (Italië) · 1924 (Frankrijk) · 1925 (België) · 1926 (San Sebastián) · 1927 (Italië) · 1928 (Italië) · 1930 (België) · 1947 (België) · 1948 (Zwitserland) · 1949 (Italië) · 1950 (Groot-Brittannië) · 1951 (Frankrijk) · 1952 (België) · 1954 (Duitsland) · 1955 (Monaco) · 1956 (Italië) · 1957 (Groot-Brittannië) · 1958 (België) · 1959 (Frankrijk) · 1960 (Italië) · 1961 (Duitsland) · 1962 (Nederland) · 1963 (Monaco) · 1964 (Groot-Brittannië) · 1965 (België) · 1966 (Frankrijk) · 1967 (Italië) · 1968 (Duitsland) · 1972 (Groot-Brittannië) · 1973 (België) · 1974 (Duitsland) · 1975 (Oostenrijk) · 1976 (Nederland) · 1977 (Groot-Brittannië)
Als alleenstaande race: 1983 · 1984 · 1985 · 1993 · 1994 · 1995 · 1996 · 1997 · 1999 · 2000 · 2001 · 2002 · 2003 · 2004 · 2005 · 2006 · 2007 · 2008 · 2009 · 2010 · 2011 · 2012 · 2016